# Apolinary Hoppen
Apolinary Hoppen (1820 – 28. dubna 1886) byl rakouský politik polské národnosti z Haliče, v 2. polovině 19. století poslanec Říšské rady.

## Biografie
Byl zvolen na Haličský zemský sněm. Ten ho roku 1870 delegoval i do Říšské rady (celostátní parlament, volený nepřímo zemskými sněmy). Opětovně byl zemským sněmem do vídeňského parlamentu vyslán roku 1872 za kurii venkovských obcí. Složil slib 13. ledna 1872, jeho mandát ale byl na základě absence 21. dubna 1873 prohlášen za zaniklý. Do parlamentu se vrátil ve volbách do Říšské rady roku 1879, za velkostatkářskou kurii v Haliči. Slib složil 9. října 1879. Mandát obhájil ve volbách do Říšské rady roku 1885. Slib složil 28. září 1885. Zasedal zde do své smrti v dubnu 1886.